# Oleksianka
Oleksianka (prononciation : [ɔlɛkˈɕaŋka]) est un village polonais de la gmina de Latowicz dans le powiat de Mińsk de la voïvodie de Mazovie dans le centre-est de la Pologne.
Il se situe à environ 4 kilomètres au sud-est de Latowicz (siège de la gmina), 29 kilomètres au sud-est de Mińsk Mazowiecki (siège du powiat) et à 63 kilomètres au sud-est de Varsovie (capitale de la Pologne).
Le village compte approximativement une population de 274 habitants en 2010.

## Histoire
De 1975 à 1998, le village appartenait administrativement à la voïvodie de Siedlce.